# Huening Kai
Kai Kamal Huening (Honolulu, Hawái, 14 de agosto de 2002), más conocido como Huening Kai, es un cantante, rapero, compositor, productor musical, modelo, bailarín y multinstrumentista surcoreano-estadounidense. Debutó en 2019 como integrante del grupo masculino surcoreano TXT, bajo la discográfica Big Hit Music.

## Primeros años
Huening Kai nació en Honolulu, Hawái, Estados Unidos; su familia está formada por su padre, su madre y sus dos hermanas. Asistió a Lila Art High School para después, en 2019, transferirse a Hanlim Multi Art School con sus compañeros de grupo, Beomgyu y Taehyun.
Kai creció y se crio dentro de un entorno musical gracias a su familia, sin embargo, el que más influyó sobre él y la elección de su futura carrera fue su padre, Nabil David Huening, el cual fue en su momento un exitoso cantautor y actor en China. Fue en ese mismo país donde él y su familia vivieron doce años antes de mudarse a Corea. Durante su infancia, él y su familia residieron en varios países, por lo que, Kai aprendió un poco sobre la cultura y el idioma de cada uno de ellos, sin embargo él mismo dice que el lugar donde más se adaptó, tanto cultural como lingüísticamente, fue Corea.
Huening Kai también es el hermano mayor de la cantante Huening Bahiyyih, integrante del grupo proyecto de chicas Kep1er.

## Carrera

### 2016: Audición
En un inicio, Kai no tuvo la intención de audicionar para Big Hit Music, de hecho, él junto a su hermana mayor, Lea, audicionaron en otras agencias musicales presentándose como un dueto. Sin embargo, fue en una de esas audiciones donde un individuo del personal, tuvo la oportunidad de ser espectador de una de sus actuaciones. Tiempo después, el mismo trabajador pasó a formar parte del personal de Big Hit Music, y debido a la gran impresión que había dejado en él, el trabajador recomendó y dio a conocer a sus superiores sobre el potencial de Kai.
Tras ello, en 2016, Huening kai realizó una audición para Big Hit Music, donde interpretó la canción «Give Love» del dúo Akdong Musician, «Sometimes» de Crush y «Sunday Morning» de Maroon 5, logrando pasar la audición y convertirse en aprendiz durante dos años y medio hasta su debut.

### 2019-presente: Debut con TXT, desarrollo y logros artísticos
En enero de 2019, Kai fue el tercer integrante confirmado para formar parte de TXT. Hizo su debut oficial con su grupo el 4 de marzo de 2019 con el miniálbum The Dream Chapter: Star. Huening Kai es destacado en los medios de comunicación por su personalidad entrañable y brillante, belleza única y por su rápido crecimiento en estatura desde su debut.

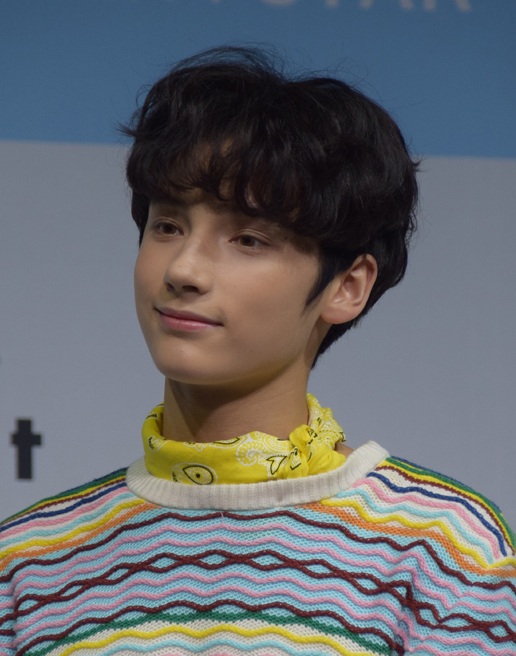
Hueningkai en el debut del 5 de marzo del 2019

En octubre de 2019, TXT lanzó su segundo álbum, The Dream Chapter: Magic, el cual incluía la canción «Roller Coaster», que fue la primera pieza musical en la que Kai había colaborado como compositor, convirtiéndose en el primer miembro de txt en ser registrado en KOMCA, desde entonces tiene créditos en todos los álbumes de TXT.
En abril del 2021, Huening Kai realizó su primer cover individual, interpretando la canción Youngblood de 5SOS (5 Seconds of Summer). El cover, publicado desde la cuenta oficial de TXT en Youtube, tuvo un extraordinario recibimiento y múltiples críticas positivas tanto de los fans como del público objetivo, debido al gran talento vocal del artista. Fue tal el impacto, que el mismo grupo autor de la canción, 5SOS, comentó en el video mostrando su apoyo y agrado al cantante. A día de hoy, el cover cuenta con más de 6 millones de visualizaciones. 
En mayo de 2021, y con el lanzamiento del álbum, The Chaos Chapter: FREEZE, se dio a conocer que Huening Kai había desempeñado tanto de compositor y productor en la canción «Dear Sputnik».
En febrero del 2022 y recibiendo el nuevo año, Huening kai lanzó su segundo cover, esta vez interpretando la canción Sk8er boi de Avril Lavigne. Había mucha expectación tras el éxito de su último cover pero el nuevo volvió a sobrepasar todas las expectativas. El cantante fue reconocido por fans y no fans y el impacto generado, esta vez, tampoco fue desapercibido por la artista original de la canción, Avril Lavigne, que expresó su apoyo y agradecimiento al artista a través de la red social X (antes Twitter), donde se produjo una entrañable interacción entre ambos artistas.

## Discografía

### Composiciones
| Año  | Artista | Canción              | Álbum                              | Acreditación           |
| ---- | ------- | -------------------- | ---------------------------------- | ---------------------- |
| 2019 | TXT     | «Roller Coster»      | The Dream Chapter: Magic           | Compositor             |
| 2020 | TXT     | «Maze in the Mirror» | The Dream Chapter: Eternity        | Compositor             |
| 2020 | TXT     | «Wishlist»           | Minisode 1: Blue Hour              | Compositor             |
| 2021 | TXT     | «No Rules»           | The Chaos Chapter: Freeze          | Compositor             |
| 2021 | TXT     | «Dear Sputnik»       | The Chaos Chapter: Freeze          | Compositor y productor |
| 2021 | TXT     | «Moa Diary»          | The Chaos Chapter: Fight or Escape | Compositor             |
| 2022 | TXT     | «Opening Sequence»   | Minisode 2: Thursday's Child       | Compositor             |
| 2022 | TXT     | «Lonely Boy»         | Minisode 2: Thursday's Child       | Compositor             |
| 2022 | TXT     | «Ring»               | Sin Álbum                          | Compositor             |
| 2023 | TXT     | «Happy Fools»        | The Name Chapter: Temptation       | Compositor             |

### Otras canciones
| Año  | Título          | Formato                     | Notas | Ref.   |
| ---- | --------------- | --------------------------- | ----- | ------ |
| 2020 | «In My Blood»   | Descarga digital, streaming | Cover | [ 12 ] |
| 2020 | «Thank U, Next» | Descarga digital, streaming | Cover | [ 13 ] |
| 2021 | «Youngblood»    | Descarga digital, streaming | Cover | [ 14 ] |

## Filmografía

### Programas en línea
| Año  | Título                      | Cadena           | Notas                         |
| ---- | --------------------------- | ---------------- | ----------------------------- |
| 2019 | Talk x Today                | V Live & YouTube | Programa de realidad          |
| 2020 | To do x Tomorrow x Together | V Live & Weverse | Programa de variedades        |
| 2020 | WeeklyTXT                   | AbemaTV          | Programa de realidad japonés  |
| 2020 | Talk x Today: Zero          | V Live & Youtube | Programa de realidad predebut |

### Televisión
| Año  | Título            | Cadena         | Notas                | Ref.   |
| ---- | ----------------- | -------------- | -------------------- | ------ |
| 2006 | X-Change Season 1 | CCTV, Hunan TV |                      |        |
| 2019 | One Dream.TXT     | Mnet           | 8 episodios          |        |
| 2020 | Running Man       | SBS            | Invitado con Yeonjun | [ 15 ] |